# Амгаланта
Амгаланта (рос. Амгаланта) — улус Хоринського району, Бурятії Росії. Входить до складу Сільського поселення Ашангінське.
Населення — 218 осіб (2015 рік).